# Ilona Kolonits
Ilona Kolonits (17 de marzo de 1922, Budapest - 2 de agosto de 2002, Budapest) fue una directora de cine documental húngaro y recibió numerosos premios y nominaciones del cine, en Europa y otros partes del mundo, incluyendo los festivales internacionales de cine en París, Moscú, Oberhausen, Cortina d'Ampezzo, Berlín, Leipzig, la Ciudad de México y Budapest. Ilona Kolonoits recibió la distinción honorífica Justos entre las Naciones  por sus esfuerzos para salvar la vida a judíos del Holocausto durante la Segunda Guerra Mundial.

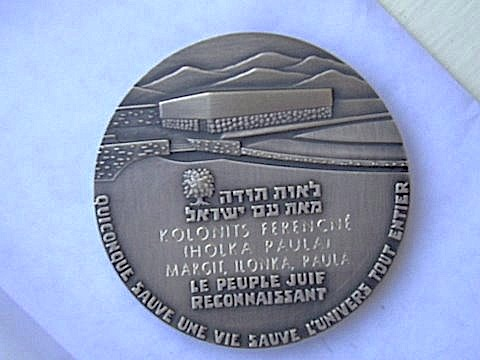
Ilona Kolonits, Paulina, Paola and Margit Kolonits, Righteous Amongst the Nations Medal

## Biografía
Nativa de Budapest, Hungría. Sus padres fueron Ferenc Kolonits y Paulina Kolonits ( Holka ) activistas humanitarios que tomaron parte activa en el movimiento de resistencia antifascista de Hungría en la Segunda Guerra Mundial. En su juventud a la edad de 22 años, Ilona Kolonits rescató a más de 40 niños judíos quienes estaban destinados a ser deportados y asesinados en los campos de concentración. Junto con su madre, Paolina Kolonits y de sus hermanas Margit y Paola, Ilona Kolonits recibió el título Justo entre las Naciones póstumo en 2007 en reconocimiento a su ardua labor por salvar las vidas de muchas personas durante la Segunda Guerra Mundial. La familia Kolonits recibía y protegía en su casa a un gran número de judíos e intelectuales perseguidos por los nazis durante el Holocausto. Entre otros la familia Kolonits rescató y adoptó a la joven Erzsébet Garai, quien quedó huérfana debido al Holocausto. Después de finalizada la guerra Nazi, Erzsébet Garai se convirtió en históriador de cine y director del Instituto del Cine Húngaro, editor de "Filmkultúra" ("La cultura cinemática"). En 1944 el padre de Ilona, Ferenc Kolonits fue deportado al campo de concentración de Buchenwald por sus actividades antifascistas junto con otros miembros del Partido Social demócrata Húngaro.  Durante su estancia en el campo de concentración en Buchenwald Ferenc Kolonits participó en la organización de la resistencia y luchó para liberar a los prisioneros.
Aparte de rescatar a las personas destinadas a los campos de concentración, Ilona Kolonits participó en llevar y traer mensajes entre los grupos de la resistencia en varias partes de la ciudad durante la ocupación de Budapest por los nazis.  Durante el Sitio de Budapest y como resultado de su valiosa participación como mensajera Ilona estuvo separada de su familia por varios meses ya que las luchas en las calles de la ciudad se endurecieron y fueron muy violentas, Ella se quedó escondida durante varias semanas y sobrevivió sin comida y con muy poca agua pero esto no logró quebrantar su valeroso espíritu y su fuerte deseo de servir al prójimo. Ilona fue testigo de la brutalidad de persecuciones fascistas y atrocidades que dejaron una impresión fuerte en ella y esta experiencia formó su convicción y fe en los asuntos internacionales y humanitarios y su deseo de promover la paz en todo el mundo.

## Educación
En su juventud entre los miembros del movimiento antifascista Ilona Kolonits conoció escritores, artistas y poetas incluso al poeta Attila József. El patriotismo y la lucha del poeta por ideas pacifistas impresionaron fuertemente a la joven Ilona. Después de la guerra estudió en la Academia de Teatro y Cine de Budapest, y en 1954 recibió el título de Doctor de la historia del cine siendo así una de las primeras mujeres húngaras quien fue miembro de la Academia de Ciencias de Hungría en conjunto con Elizabeth Garai e Yvette Biro.

## Vida personal
Entregó su vida a su profesión, su país y a su familia. Nunca se casó, compartió su vida con su familia en la casa de sus padres. En privado tenía un interés en la literatura contemporánea, coleccionaba libros de escritores de todos los países incluso de la América Latina. Era una persona amable, tenía compasión para todos y vivía una vida modesta entregando la mayoría de sus honorarios anónimamente a grupos de caridad que ayudaban a los niños víctimas de conflictos armados. Sus cenizas se encuentran junto con las de sus padres en el panteón histórico del cementerio "Farkasrét" en Budapest (Farkasréti cementerio).

## Obra cinematográfica
Fue directora de más de 500 cortometrajes y dirigió más de 100 películas documentales alrededor del mundo de los cuales 17 recibieron premios del cine internacional y seis del cine húngaro. Ilona era dedicada al cine documental. En una era todavía sin internet ni televisión, ella se dedicaba a presentar información de hechos y de cultura en el mundo, valientemente enfrentando dificultades y peligros por ejemplo en los conflictos armados en Irak e Iran en los años de 1960 y 1970. 
Las películas de Ilona Kolonits procuraban la paz mundial, las causas humanitarias y la amistad entre los países. Le preocupaban los grupos minoritarios, especialmente la causa de las mujeres y de los niños en condiciones de conflicto y de guerra. Su manera cinematográfica era poética. Aparte de documentar grandes acontecimientos históricos, también trataban de mostrar la vida de la gente común. Una de las primeras películas de Ilona Kolonits fue el cortometraje en el estilo poético "Budapest" (1953) - un homenaje lírico a la ciudad que la vio nacer y que amaba tanto.
La más conocida e impactante obra cinematográfica de Ilona Kolonits fue el cortometraje "La Heroica" (Eroica) (1975), que retrata el impacto de la Guerra de Vietnam en la vida de mujeres y niños vietnamitas y los primeros pasos en la reconstrucción de una vida normal en Vietnam en una serie de imágenes editadas con el sonido de la Sinfonía No. 3 en mi bemol mayor (Op. 55) de Ludwig van Beethoven (conocida como la Heroica, italiano de "heroica"). 
La película más disputada de Ilona Kolonits fue el cortometraje "Así sucedió" (Így történt) (1957), un documental que retrata la historia del ano 1956 en Hungría. Considerando su deber patriótico el mostrar lo que acontecía en la ciudad, Ilona Kolonits se ariesgo a filmar sola en las calles de Budapest durante el conflicto y logró producir filmaciones documentales auténticas.  La controversia política de esta película relacionada con la interpretación, resultó más adelante en una distracción de la importante obra cinematográfica de nivel internacional del cine documental humanista de Ilona Kolonits ".
Ilona Kolonits trabajaba con mucho cariño y compasión por la gente ganando su confianza y amistad y así pudo demostrar la cultura, las costumbres y problemas de muchas nacionalidades y países del mundo, comunidades étnicas y minoritarias. Unas cuantas de sus películas fueron dedicadas a los problemas de las mujeres. Una de las últimas películas de Ilona Kolonits "Les gustan los caballos, cierto?" (1988) fue dedicada a proteger los derechos de los animales.
Las obras del cine de Ilona Kolonits se encuentran en los archivos del Instituto del cine húngaro en Budapest, Hungría.

## Filmografía (una selección de ellas)
LES GUSTAN LOS CABALLOS, CIERTO? (A lovakat szeretik, ugye?) 1988
HIJAS DE LAOS (Laosz lányai), 1984
LA REUNIÓN ADELANTE (Negyedik találkozás), 1985
CASA DE ENCAJE (Csipkehaz), 1982
EL SALUDO DE LA VIDA, (Eletkoszonto), 1981
OLIMPIADAS DE KINDER (Ovis Olimpia), 1979
GRACIAS POR EL BARRO (Köszöntöm az agyagot), 1976
LA HEROICA, (Eroica), 1975
EL ORO ROJO, (Piros arany), 1973
DOS CIUDADES, (Ket varos), 1972
CON ABANDONO, (Onfeledten), 1972
SALUDOS EN ABRIL (Áprilisi koszonto), 1960
LECCIÓN DE HISTORIA PARA VARONES (Tortenelmi lecke fiuknak), 1960
PUENTES, ORILLAS DEL RIO, GENTE, (Hidak, partok, emberek) 1960
LA CORTINA DE ÚLTIMA (Az utolso felvonas), 1959
NOS VEMOS EN VIENA (Becsben talakozunk), 1959
PUEDO? (Szabad?), 1958
EN TODO EL MUNDO APARTE DE AQUÍ (Nagyvilagon ekivul), 1957
FRUTAS QUE HABLAN (Beszelo gyumolcsok), 1957
ASI SUCEDIÓ (Igy történt), 1957
UN CAMBIO DE PROGRAMA (Musorvaltozas), 1957
SEIS MUCHACHOS, SEIES AUTOBUSES (Hat fiu, hat busz), 1956
UNA HISTORIA SOBRE EL RIO SAJO (Sajoparti tortenet), 1955
CUMPLEAÑOS (Szuletesnap), 1955
VIAJE EN SZABOLCS (Utazas Szabolcsban), 1955
BUDAPEST EXPO INDUSTRIAL (Budapesti Helyipari Vasar), 1955
BUDAPEST 1953
EL MÁTYÁSFÖLD, (MÁTYÁSFÖLDÖN), 1953
ELLOS NECESITAN LA PAZ (Nekik beke kell), 1952
y otras obras

## Distinciones honoríficas
- Premio Bela Balazs (1963)[11]
- Premio SZOT (1965)[12]
- Premio "Artista de Mérito"(Hungría, 1973)[13]
- Premio de Mafilm (1972)
- Premio "Distinguida Artista de La República de Hungría" (1980)[14]
- Gran Premio del 10 Sports Film Festival en Budapest

Además recibió premios del cine | [Festival de Cine de Oberhausen] [Oberhausen], Cortina d'Ampezzo, Ciudad de México Budapest, París, Moscú.
El 10 de diciembre de 2007, recibió póstumo junto a su madre Paulina Kolonits Holka y hermanas, Margit y Paola la distinciones honorífica Justos entre las Naciones.